# کن بنت (بازیکن فوتبال انگلیسی)
کن بنت (انگلیسی: Ken Bennett; ۲ اکتبر ۱۹۲۱ – دسامبر ۱۹۹۴ (۷۳ ساله)) بازیکن فوتبال اهل بریتانیا بود.
از باشگاه‌هایی که در آن بازی کرده‌است می‌توان به باشگاه فوتبال کریستال پالاس، باشگاه فوتبال هارینگی بورو، باشگاه فوتبال ساوتند یونایتد، باشگاه فوتبال تاتنهام هاتسپر، باشگاه فوتبال ای‌اف‌سی بورنموث، باشگاه فوتبال گیلفورد سیتی، باشگاه فوتبال آکسفورد یونایتد و باشگاه فوتبال برایتون اند هوو آلبیون اشاره کرد.